# 永島謙二郎
永島 謙二郎（ながしま けんじろう、1993年9月23日 - ）は、日本の元男性タレント。
埼玉県出身。スターダストプロモーションに所属していた。

## 略歴
- 2002年 - シーアンドティーに所属し、芸能界デビュー。その後、スターダストプロモーションに移籍。
- 2005年 - NHK教育『天才てれびくんMAX』にてれび戦士として2年間出演。
- 2011年 - 芸能界を引退。

## 出演

### テレビドラマ
- 愛の劇場 大好き!五つ子6（2004年、TBS）
- 東京少女桜庭ななみ 第1話「恋より大切なこと」（2008年6月7日、BS-i） - 順二 役

### バラエティ
- フューチャービーンズ〜みらい豆（2004年10月3日 - 2005年4月3日、TBS）
- 天才てれびくんMAX（2005年4月 - 2007年3月、NHK教育） - てれび戦士

### 映画
- 8月のクリスマス（2005年9月23日、ショウゲート） - 吉井 役

### CM
- シャープ、サンビスタ（2002年）
- ニッセン、なかよし共和国（2002年） - スチル
- ベルーナ、素敵な生活（2002年） - スチル
- ミサワホーム、アパートメント（2002年） - スチル
- 公文式（2002年） - スチル
- フェニックス、スキーウェア（2003年） - スチル
- 東京ディズニーシー（2003年） - スチル
- イトーヨーカ堂（2003年） - スチル
- ボーダフォン（2003年）
- スクウェア・エニックス、剣神ドラゴンクエスト 甦りし伝説の剣（2003年）
- 新生銀行、円定期1%（2004年）
- 東芝、企業広告（2004年） - スチル
- ハウス食品、バーモントカレー（2004年 - 2005年）
- ロッテ、爽（2008年）
- 須磨学園高等学校（2008年） - スチル

### PV
- SMAP「友だちへ〜Say What You Will〜」（2005年）

### 雑誌
- ピチレモン（2007年5月号 - 2010年10月号、学研） - モデル
- 毎日小学生新聞 エッセイ「謙二郎の晴れのち晴れ」（2006年4月 - 2007年3月、毎日新聞社）